# Dragaljevac Donji
Dragaljevac Donji je naselje v občini Bijeljina, Bosna in Hercegovina. 

## Deli naselja
Dragaljevac Donji.

## Prebivalstvo
| Pregled števila prebivalcev po letih | Pregled števila prebivalcev po letih | Pregled števila prebivalcev po letih | Pregled števila prebivalcev po letih | Pregled števila prebivalcev po letih | Pregled števila prebivalcev po letih |
| ------------------------------------ | ------------------------------------ | ------------------------------------ | ------------------------------------ | ------------------------------------ | ------------------------------------ |
| 1948                                 | 1953                                 | 1961                                 | 1971                                 | 1981                                 | 1991                                 |
| -                                    | -                                    | -                                    | 483                                  | 472                                  | 463                                  |

| Narodna sestava prebivalstva po letih                                                                                      | Narodna sestava prebivalstva po letih                                                                                       | Narodna sestava prebivalstva po letih                                                                                      |
| --- | --- | --- |
| 1971 | 1981 | 1991 |
| . skupaj: 483 Srbi 481 (99,58 %) Muslimani 2 (0,41 %) Hrvati 0 (0,00 %) Jugoslovani 0 (0,00 %) drugi in neznano 0 (0,00 %) | . skupaj: 472 Srbi 443 (93,85 %) Muslimani 2 (0,42 %) Hrvati 0 (0,00 %) Jugoslovani 27 (5,72 %) drugi in neznano 0 (0,00 %) | . skupaj: 463 Srbi 453 (97,84 %) Hrvati 2 (0,43 %) Muslimani 0 (0,00 %) Jugoslovani 2 (0,43 %) drugi in neznano 6 (1,29 %) |